# Ball of Confusion (That's What the World Is Today)
Ball of Confusion (That's What the World Is Today) è un singolo del gruppo vocale statunitense The Temptations, pubblicato nel 1970 ed estratto dall'album Greatest Hits II.
Il brano è stato scritto da Norman Whitfield e Barrett Strong.

## Tracce
- 7"

1. Ball of Confusion (That's What the World Is Today)
2. It's Summer

## Cover
La canzone è stata reinterpretata come cover dal gruppo britannico Love and Rockets (1985) e dalla cantante statunitense Tina Turner (1982).